# ダウド・ブルエ
トゥンク・ムハンマド・ダウド・ブルエ（アチェ語:Teungku Muhammad Daud Beureu'eh、1899年9月17日 - 1987年6月10日）は、インドネシアのウラマー、軍人およびアチェ州の独立を目指した「アチェ・イスラム共和国」の指導者。日本語資料によっては「ダウド・ブレエ」の表記も見られる。

## 生涯

### 対オランダ独立運動
20世紀初頭、オランダ領東インドでは現地民の生活改善およびオランダ製品の購買力向上を目的とした倫理政策が導入され、現地民の教育水準向上の役割がマドラサに求められた。こうした中、ダウド・ブルエは1939年5月5日に全アチェ・ウラマー同盟(PUSA)を設立し、議長に就任。それまでの宗教教育と普通教育の統合を目指し、オランダ領東インド全域に組織が拡大した結果、PUSAはオランダに対する独立運動を展開するようになった。
1942年、日本軍の進攻の際にF機関の増淵佐平と会談し、日本軍への協力を約束した。軍政当初は、オランダ統治時代に植民地官吏として重用されていたウレーバランに主導権を握られていたが、司法制度改革を経てウレーバランの影響力を排除し、1945年1月20日にアチェ州回教興亜協力会(Maebkatra)の宗教部長に任命され、独立準備調査会、独立準備委員会のアチェ州代表委員の1人に選ばれた。また、7月3日には増淵機関の機関員となり、諜報活動に従事した。
1945年12月4日、武装解除した日本軍の武器を奪取したPUSAとウレーバランの間で衝突が発生し、ダウド・ブルエはこれを契機にピディの実権を掌握した。翌1946年1月13日に衝突が終結し、ピディのウレーバランの大半が処刑された。

### 対インドネシア独立運動
1947年、アチェの武装勢力とインドネシア国軍の仲介役としての役割を期待され少将に任官し、アチェ、ランカット、タナ・カロの軍政知事に任命された。翌1948年にはアチェ州知事に選出され、同時にスマトラ第10師団司令官に任命された。同年、インドネシア独立戦争で劣勢となっていたスカルノがアチェに避難した際に面会し、協力する見返りとしてアチェをシャリーアに基く自治州にするように要請した。
1949年12月17日、インドネシア独立に伴いアチェ州が設置されるが、1950年8月に廃止され北スマトラ州に編入されてしまう。インドネシアへの反発が強まる中、ダウド・ブルエは1952年に州知事を解任されジャカルタに異動となるが、アチェからの隔離が目的だと知るとアチェに戻りインドネシアへの反乱を計画する。
1953年9月21日、インドネシアからの独立を目指していたダルル・イスラム運動の掲げる「インドネシア・イスラム国」への参加を表明し、ハサン・サレーら国軍将校と共に武力闘争を開始する。ダルル・イスラム運動が劣勢になった1955年9月21日には「インドネシア・イスラム国アチェ構成国」の設立を宣言した。スカルノ政権は反乱を鎮めるため、1956年にアチェ州を復活させ、1958年にはハサン・サレーと和平を結び、アチェに高度の自治を認める特別自治州を設置した。しかし、ダウド・ブルエは抵抗を続け、1960年にダルル・イスラム運動から分離し「インドネシア統一共和国政府」に加わるが、1961年にスカルノ政権によって「インドネシア統一共和国政府」が鎮圧されたため、「アチェ・イスラム共和国」として再び独立を宣言した。
1962年5月6日、スカルノ政権からシャリーアに基くアチェの自治および自身の反乱を不問とする言質を得たことを受け、「アチェ・イスラム共和国」を解散し国軍に投降した。ダウド・ブルエはその後、アチェへの影響力を危険視したインドネシア政府により、1973年に客人としてジャカルタに移送された。

### 死去
スハルト政権成立後、アチェの自治権は次第に制限され、シャリーアに基く統治も禁止された。また、アチェから産出される天然資源の利益をインドネシア政府が独占したため、インドネシアへの反発が強まった。こうした中、かつて「インドネシア・イスラム国」の国連大使兼アメリカ大使だったハッサン・ディ・ティロが1976年12月4日に自由アチェ運動を組織し、再びアチェの独立運動を開始した。ハッサンはダルル・イスラム運動の掲げたイスラム社会の実現から民族独立へと主張を変えたが、ダウド・ブルエは「アチェが独立すればイスラム社会を実現出来る」として自由アチェ運動を支持した。
1977年、自由アチェ運動に協力していたことが発覚し逮捕され、以降はアチェとの接触を禁止され自宅に軟禁された。1982年に自宅軟禁を解かれアチェへの帰郷が認められるが、間もなく病気にかかり、1987年にジャカルタで死去した。